# Blackbrook Reservoir
Blackbrook Reservoir – zbiornik wodny położony koło miasta Shepshed w hrabstwie Leicestershire w Wielkiej Brytanii. Zbiornik zbudowany w 1796 roku. 20 lutego 1799 roku nastąpiło przerwanie tamy ze skutkiem lokalnych powodzi. Tama została naprawiona w 1801 roku, otwarta przez pierwszego burmistrza miasta Loughborough Josepha Griggsa. W 1957 roku na skutek trzęsienia ziemi o sile 5,3 pojawiły się pęknięcia tamy.
Zbiornik zbudowany na rzece Black Brook.